# Кінгсвілл (Міссурі)
Кінгсвілл (англ. Kingsville) — місто (англ. city) в США, в окрузі Джонсон штату Міссурі. Населення — 245 осіб (2020).

## Географія
Кінгсвілл розташований за координатами 38°44′37″ пн. ш. 94°4′15″ зх. д. / 38.74361° пн. ш. 94.07083° зх. д. (38.743610, -94.070760).  За даними Бюро перепису населення США в 2010 році місто мало площу 0,77 км², з яких 0,77 км² — суходіл та 0,00 км² — водойми.

## Демографія
Згідно з переписом 2010 року, у місті мешкало 269 осіб у 99 домогосподарствах у складі 75 родин. Густота населення становила 351 особа/км².  Було 114 помешкання (149/км²).
Расовий склад населення:
| - 95,9 % — білих - 0,7 % — корінних американців - 0,7 % — чорних або афроамериканців |

До двох чи більше рас належало 1,9 %. Частка іспаномовних становила 2,6 % від усіх жителів.
За віковим діапазоном населення розподілялося таким чином: 25,7 % — особи молодші 18 років, 58,7 % — особи у віці 18—64 років, 15,6 % — особи у віці 65 років та старші. Медіана віку мешканця становила 34,8 року. На 100 осіб жіночої статі у місті припадало 97,8 чоловіків;  на 100 жінок у віці від 18 років та старших — 104,1 чоловіків також старших 18 років.
Середній дохід на одне домашнє господарство  становив 46 978 доларів США (медіана — 40 000), а середній дохід на одну сім'ю — 55 351 долар (медіана — 49 375). За межею бідності перебувало 11,2 % осіб, у тому числі 17,5 % дітей у віці до 18 років та 0,0 % осіб у віці 65 років та старших.
Цивільне працевлаштоване населення становило 122 особи. Основні галузі зайнятості: виробництво — 23,0 %, освіта, охорона здоров'я та соціальна допомога — 18,0 %, роздрібна торгівля — 15,6 %.